# Rouletabille joue et gagne
Pour plus de détails, voir Fiche technique et Distribution.
Rouletabille joue et gagne est un film français réalisé par Christian Chamborant, sorti en 1947.

## Fiche technique
- Titre : Rouletabille joue et gagne
- Réalisation : Christian Chamborant
- Scénario et dialogues : Pierre Lestringuez, d'après le roman de Gaston Leroux
- Photographie : Jean Bourgoin
- Musique : Marceau Van Hoorebecke et Georges Van Parys
- Décors : Maurice Bernard
- Son : Lucien Lacharmoise
- Montage : Raymond Louveau
- Production : S.G.G.C. (Société Générale de Gestion Cinématographique)
- Tournage : du 7 octobre au 21 décembre 1946
- Format :  Noir et blanc - 1,37:1 - 35 mm - Son mono
- Pays :  France
- Genre : Policier
- Durée : 95 minutes
- Date de sortie : 
  - France, 9 juillet 1947
- Numéro de visa : 5223
- Affiche : Georges Dastor (France)

## Distribution
- Jean Piat : Rouletabille
- Suzanne Dehelly : Florine
- Marie Déa : Wanda
- Jérôme Goulven : Éric
- Michel Vitold : Arnauld
- Claude Nicot : Fifrelin
- Lucas Gridoux : le professeur Sadjeck
- Monique Mélinand : Lisette
- Jean Heuzé : le directeur de journal
- Palmyre Levasseur : la belle-mère